# Peter Aufschnaiter
Peter Aufschnaiter (* 2. November 1899 in Kitzbühel, Österreich-Ungarn; † 12. Oktober 1973 in Innsbruck) war ein österreichisch-nepalesischer Bergsteiger, Agrarwissenschaftler, Entwicklungshelfer und Kartograf.

## Leben

### Ausbildung
Der Sohn eines Tischlers wuchs in Kitzbühel zusammen mit seiner Ziehschwester Maria auf und besuchte das Realgymnasium in Kufstein. Noch während seiner Schulzeit musste der junge Peter Aufschnaiter die Schule unterbrechen und 1917 an die Dolomitenfront einrücken. Nach der Matura studierte er zunächst an der Universität Innsbruck, übersiedelte aber dann nach München und nahm dort erneut das Studium auf, das er 1927 als Diplomlandwirt abschloss.
Bereits in seiner Jugend war Aufschnaiter Mitglied im Turnverein Kitzbühel und begann dort unter der Obhut des Skipioniers Franz Reisch alpinistische Sportarten auszuüben. Später unternahm er im Wilden Kaiser zahlreiche anspruchsvolle Bergbesteigungen – in München fand er später Kontakt zu bekannten Alpinisten.
Neben seinem sportlichen fiel Aufschnaiter auch durch sein sprachliches Talent auf – neben Italienisch und Englisch brachte er sich – angeregt durch die Literatur seines Vorbilds Sven Hedin – ebenfalls Hindi, Nepalesisch und Tibetisch in seiner Schulzeit bei.

### Studentenverbindungen
In Kufstein war er aktiv bei der Jungburschenschaft Germania und in München wurde er Mitglied des Akademischen Alpenvereins.

### Expeditionen zum Himalaja
In den Jahren 1929 und 1931 nahm Aufschnaiter unter der Leitung von Paul Bauer an den deutschen Expeditionen zum Kangchendzönga in Sikkim teil. Im Zuge dieser Expeditionen bis auf 7000 Höhenmeter kam er erstmals in Kontakt mit Tibetern.
Er trat zum 22. April 1933 der NSDAP bei (Mitgliedsnummer 1.605.636). Von 1936 bis 1939 war Aufschnaiter hauptamtlicher Geschäftsführer der Deutschen Himalaja-Stiftung, die von den Nationalsozialisten für ihre Ziele instrumentalisiert wurde. Er wurde enger Vertrauter und Freund von Paul Bauer, dem Gründer und Leiter dieser Stiftung.
1939 leitete Aufschnaiter eine Erkundungsexpedition zum Nanga Parbat und Rakaposhi im damaligen Britisch-Indien (heute Pakistan); neben ihm waren Lutz Chicken aus Bozen, Heinrich Lobenhoffer aus Bamberg und Heinrich Harrer als Teilnehmer dabei. Da während der Expedition in Europa der Zweite Weltkrieg begann, wurden die Expeditionsteilnehmer am 3. September 1939 auf der Rückreise in Karachi interniert.

### Flucht nach Tibet
Festgehalten im Internierungslager Dehradun, verbrachte Aufschnaiter seine Zeit meist alleine und widmete sich kartographischen Arbeiten und länderkundlichen Studien über Tibet. Nachdem der erste große Fluchtversuch mit dem Jesuitenpater Carl Calenberg erfolglos war, gelang Aufschnaiter am 29. April 1944 mit Heinrich Harrer und fünf weiteren Gefangenen die Flucht aus dem Internierungslager. Rolf Magener und Heins von Have gelang eine Flucht durch Indien zur japanischen Front in Burma; Hans Kopp begleitete Aufschnaiter und Harrer durch Westtibet, beschloss aber dann nach Kathmandu zu gehen, wo er auf Betreiben der Briten erneut interniert wurde, für zwei weitere war die Flucht nur von kurzer Dauer.
Aufschnaiter und Harrer erreichten am 15. Januar 1946 die tibetische Hauptstadt Lhasa – das Ende einer abenteuerlichen und beschwerlichen Flucht durch Westtibet vorbei am heiligen Berg Kailash, durch Südtibet und den Changthang, die Hochebene des nördlichen Tibet. Während ihres Marsches profitierten beide vor allem von Aufschnaiters fundierten Kenntnissen über Kultur und Sprache Tibets. Die Geschichte dieser abenteuerlichen Flucht wurde unter anderem auch von Hans Kopp beschrieben, die bekannteste Version ist jedoch die von Heinrich Harrer in seinem Weltbestseller Sieben Jahre in Tibet. In der Verfilmung des Buches 1997 durch Jean-Jacques Annaud wurde Aufschnaiter vom britischen Schauspieler David Thewlis dargestellt; die darin erzählte Heirat Aufschnaiters mit einer Tibeterin ist fiktiv.
Während Harrer in seiner Version die Flucht sehr nüchtern schildert, zeigen Aufschnaiters und auch Kopps ungeschönte Aufzeichnungen, dass die Kameradschaft der Flüchtenden von zahlreichen Konflikten geprägt war und eher einer Zweckgemeinschaft entsprach und Harrer selbst mehrmals versuchte, sich alleine abzusetzen.

### Leben in Tibet
Zu Beginn setzten britische Regierungsverantwortliche die tibetische Regierung unter Druck, die Flüchtenden wieder nach Britisch-Indien auszuweisen. Dennoch konnten beide schnell Fuß fassen und unter Fürsprache des einflussreichen ehemaligen Oberbefehlshabers Tsarong wurde Aufschnaiter im November 1948 als Beamter der tibetischen Regierung angestellt. In dieser Zeit plante Aufschnaiter in Lhasa ein Wasserkraftwerk und ein Kanalisationsnetz, führte erste Wiederaufforstungsmaßnahmen und Flussregulierungen in der Lhasaer Ebene durch, bemühte sich erfolgreich um die Verbesserung des Saatgutes durch den Anbau von Hybrid-Hochlandgerste und erstellte unter Mithilfe von Harrer erstmals einen geodätisch exakten Stadtplan der tibetischen Hauptstadt. Seine Arbeiten brachten ihm den Ruf des „ersten Entwicklungshelfers in Tibet“ ein. Aufschnaiters Bekanntenkreis in Lhasa war trotz seiner stillen Art beachtlich, seine Beziehung zur Familie des 14. Dalai Lama freundschaftlich. In dieser Zeit lernten er und Harrer auch den britischen Diplomaten und Tibetologen Hugh Richardson kennen, mit dem Aufschnaiter bis zu seinem Tod eine Brieffreundschaft verband.
Im Verlauf der Arbeiten machte Aufschnaiter erstmals archäologische Entdeckungen in Lhasa, über die er mit dem italienischen Buddhologen und Tibetologen Giuseppe Tucci korrespondierte. Spätere Datierungsversuche mit der C14-Methode ergaben, dass die Funde wahrscheinlich aus dem ersten Jahrhundert entstammen (150 n. Chr.) und durch diese Erkenntnisse die frühe Anwesenheit von tibetischen Ethnien bekräftigt wurde. Insgesamt steuerte Aufschnaiter mit schriftlichen Beiträgen, Skizzierungen und Kartierungen wissenschaftlichen und populärwissenschaftlichen Zeitschriften wie East and West oder dem Himalayan Journal bei.
Im Oktober 1950 begann die Besetzung Tibets – welches seit 1911 de facto unabhängig war – durch die Streitkräfte der Volksrepublik China. Die auf Lhasa vorrückende chinesische Volksbefreiungsarmee zwang Harrer und Aufschnaiter am 20. Dezember 1950 erneut zur Flucht. Sie schlossen sich der Karawane des fliehenden Dalai Lama an, der in dem an der Grenze zu Sikkim und Indien liegenden Tschumbi-Tal die politische Entwicklung abwartete. Harrer ging von Tschumbi aus direkt nach Indien; Aufschnaiter trennte sich bereits in der südtibetischen Stadt Gyantse von der Karawane, da es ihm schwerfiel, seine „zweite Heimat“ Tibet zu verlassen. Sich stets nach Westen zurückziehend, hielt er sich noch ungefähr zehn Monate in Tibet auf. Von Shigatse aus erkundete und kartierte er nördlich des Tsangpo-Flusses bei Namling weiter den Transhimalaya. Vorbei am Sakya-Kloster, Rongpu-Kloster über Kyirong überschritt er im Januar 1952 die Grenze nach Nepal.

### Späteres Leben in Indien und Nepal
In Nepal wurde Aufschnaiter auf Betreiben des befreundeten nepalesischen Offiziers Kaisher Bahadur und unter der Ägide des Ministerpräsidenten Matrika Prasad Koirala bei der nepalesischen Regierung für kartografische Arbeiten angestellt. Nepal bemühte sich im angespannten Machtverhältnis zwischen China und Indien neutral zu positionieren und ein eigenes Staatswesen aufzubauen. Aufschnaiter sollte dafür schlecht kartierte Gebiete an der militärisch bedeutsamen Grenze zu China aufnehmen. Der Einfluss der indischen Regierung auf den Ministerpräsidenten war dennoch gegenwärtig und Aufschnaiters Anstellungsverhältnis wurde auf ihr Bedrängen nicht fortgesetzt. Stattdessen warb sie den Kartografen ab und dieser war ab Jänner 1953 mehrere Jahre für den Survey of India in Neu-Delhi tätig. Als indischer Gazetted Officer verkehrte er zwar in gehobenen Diplomatenkreisen, reiste aber trotzdem so oft es ging in die Berge Himalayas. 1955 gelang dabei die Erstbesteigung des Ronti.
Ab 1956 arbeitete er bei der FAO (UNO-Landwirtschaftsorganisation) wieder in Kathmandu als Agrarexperte und Entwicklungshelfer im Umfeld des Schweizerischen Hilfswerk für aussereuropäische Gebiete. Aus Verbundenheit zu seiner neuen Heimat nahm er die nepalesische Staatsbürgerschaft an. Diese gestatte es ihm auch, für Ausländer gesperrte Gebiete in Nepal zu erkunden, unter anderem das Kleinkönigtum Mustang. Auf einer dieser Reisen entdeckte er kulturhistorisch wertvolle frühbuddhistische Fresken.
Ab 1966 im Ruhestand, wirkte Aufschnaiter am Nepal-Kartenwerk (Schneider-Karten) der ARGE für vergleichende Hochgebirgsforschung mit. Auf seiner letzten großen Expeditionen gelang ihm im Anschluss an seine Durchquerung Nordwestnepals im Jahre 1971 als einem der ersten Besucher aus einem nichtkommunistischen Land wieder ein Aufenthalt in Westtibet. Er verweilte für 14 Tage in dem Ort Khochar (Khachar; Khojarnath).

### Tod und Nachlass

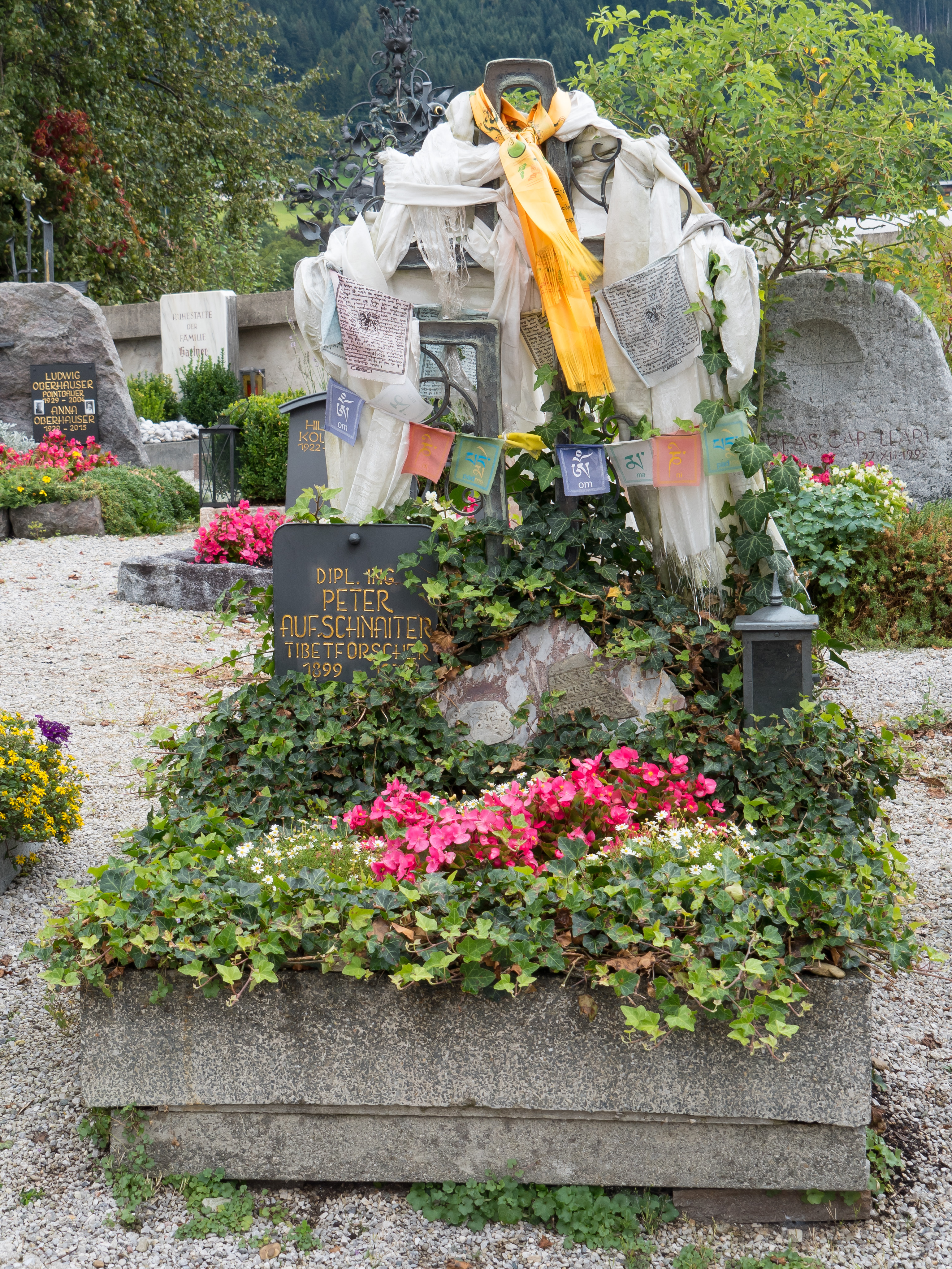
Grabstätte Peter Aufschnaiters auf dem Friedhof der Andreaskirche Kitzbühel

Peter Aufschnaiter starb am 12. Oktober 1973 in der Universitätsklinik Innsbruck, nachdem ihm wieder als Doppelstaatsbürger die österreichische Staatsbürgerschaft zuerkannt worden war. Aufschnaiter fand seine letzte Ruhestätte auf dem Friedhof bei der Andreaskirche in Kitzbühel. Noch heute wird sein Grab mit tibetischen Gebetsfahnen geschmückt.
Im Krankenhaus empfing er noch einmal Besuch von Harrer; die Tatsache jedoch, dass Harrer die gemeinsamen Reiseerlebnisse bereits literarisch aufsehenerregend vermarkten konnte und Aufschnaiter mit seinem Buchprojekt zeitlebens nicht mehr fertig werden würde, belastete ihn schwer. Der sehr introvertierte und auf Bescheidenheit bedachte Aufschnaiter plante nämlich erst kurz vor seinem Tod, seine Erinnerungen, ausgeprägten Kenntnisse und umfängliches Wissen zu Tibet und Nepal in Buchform zu veröffentlichen, was ihm jedoch nicht mehr möglich war. Das Manuskript, nach seinem Tod im Besitz von Paul Bauer, wurde von diesem der Schweizer Tibetologin Blanche Christine Olschak zur Bearbeitung übergeben; diese überließ es schließlich dem Tibetologen Martin Brauen, der das in vieler Hinsicht sperrige Werk bearbeitete und herausgab. Aufschnaiters Tagebücher und Nachlass kamen in den Besitz des Völkerkundemuseums der Universität Zürich.

## Veröffentlichungen (Auswahl)
- Peter Aufschnaiter, Martin Brauen (Hrsg.): Peter Aufschnaiter. Sein Leben in Tibet. 2. Auflage, Steiger Verlag, Innsbruck 1988, ISBN 3-85423-016-8
- Peter Aufschnaiter: Lands and Places of Milarepa. In: East and West. N.S. 26, 1976, S. 175–189.
- Peter Aufschnaiter: Prehistoric Sites discovered in inhabited Regions of Tibet. In: East and West 7. 1956, S. 74–88.
- Bruno J. Richtsfeld (Bearb., Hrsg.): Peter Aufschnaiters nachgelassene Aufzeichnungen über seine Reise durch Nordwestnepal nach Khochar in Tibet im Jahre 1971. Ergänzt durch Giuseppe Tuccis Schilderung seines Besuches in Khochar 1935 und Swami Pranavânandas Beschreibung des Klosters von Khochar 1939. In: Münchner Beiträge zur Völkerkunde. Jahrbuch des Staatlichen Museums für Völkerkunde München 10/2006, Verlag des Staatlichen Museums für Völkerkunde München, München 2006, ISBN 978-3-927270-50-3, S. 183–232